# 亚历山大·科普洛维奇
亚历山大·科普洛维奇（Aleksandar Kopunović，1976年2月29日—），是一名塞尔维亚职业足球运动员，司职前锋。
科普洛维奇曾在2005赛季下半程加盟中甲球队广州日之泉，以替代他的同胞里斯蒂奇。他为广州队打进7个联赛进球。